# Coffee Stain Studios
Coffee Stain Studios è un'azienda svedese produttrice di videogiochi. È diventata celebre come società sviluppatrice di Goat Simulator e Satisfactory per poi espandersi nella pubblicazione di giochi tra cui Valheim.
Fondata nel 2010 a Skövde, prima del successo di Goat Simulator era nota per la serie di FPS/tower defense Sanctum. Il primo gioco della società è stato I Love Strawberries per iOS. Nel 2018 l'azienda viene acquisita da THQ Nordic.